# Sònia Hernández Almodóvar
Sonia Hernández Almodóvar (Barcelona, 22 de enero de 1968) es una historiadora del arte catalana. Desde el 12 de agosto de 2024 es consejera de Cultura de la Generalidad de Cataluña.
Dentro de la misma consejería ocupó el cargo de directora general de Patrimonio Cultural desde el 22 de marzo de 2022 hasta ser designada consejera dentro del Gobierno de Salvador Illa.
Su especialización se ha centrado en la educación en museos y la comunicación corporativa, ámbito de lo que dispone un posgrado. Su trayectoria ha estado vinculada a instituciones como el Museo de Historia de Barcelona, Fundación La Caixa, pero sobre todo al Museo de las Aguas institución donde estuvo vinculada entre 2005 y 2022, desde 2011 era la Directora desde donde ha trabajado en los ámbitos del patrimonio industrial, museos corporativos y museos de ciencias, formando parte activa en organizaciones como Comité Internacional para la Conservación del Patrimonio Industrial, la Asociación de Espacios y Museos Corporativos, la Asociación Española de Museos de la Ciencia y de la Técnica o Asociación de Profesionales de la Museología.
Entre 2020 y 2022 compaginó la dirección del museo con la de acción social de Aigües de Barcelona.